# Delavan (Wisconsin)
Delavan es una ciudad ubicada en el condado de Walworth en el estado estadounidense de Wisconsin. En el Censo de 2010 tenía una población de 8.463 habitantes y una densidad poblacional de 452,76 personas por km².

## Geografía
Delavan se encuentra ubicada en las coordenadas 42°37′44″N 88°37′54″O / 42.62889, -88.63167. Según la Oficina del Censo de los Estados Unidos, Delavan tiene una superficie total de 18.69 km², de la cual 17.5 km² corresponden a tierra firme y (6.39%) 1.19 km² es agua.

## Demografía
Según el censo de 2010, había 8.463 personas residiendo en Delavan. La densidad de población era de 452,76 hab./km². De los 8.463 habitantes, Delavan estaba compuesto por el 81.22% blancos, el 1.7% eran afroamericanos, el 0.71% eran amerindios, el 0.97% eran asiáticos, el 0.02% eran isleños del Pacífico, el 12.75% eran de otras razas y el 2.62% pertenecían a dos o más razas. Del total de la población el 29.45% eran hispanos o latinos de cualquier raza.